# Man-Computer Symbiosis
Man-Computer Symbiosis es el título de un trabajo de Joseph Carl Robnett Licklider que se publicó en 1960. El artículo representaba lo que hoy consideraríamos un texto fundamental o clave de la revolución informática moderna.
El trabajo describe algo de la visión de Licklider de una relación complementaria (simbiótica) entre humanos y computadoras en un momento potencial en el futuro. Según Bardini, Licklider imaginó un tiempo futuro en el que la cognición de la máquina (cerebración) superaría y se volvería independiente de la dirección humana, como una etapa básica de desarrollo dentro de la evolución humana. Jacucci et al. describir la visión de Licklider como el acoplamiento muy estrecho de los cerebros humanos y las máquinas informáticas.
Como requisito previo necesario de la simbiosis humano-computadora, Licklider concibió un centro de pensamiento que incorpora las funciones de las bibliotecas con los nuevos desarrollos en tecnología de la información, y se conecta a otros centros similares a través de redes informáticas.
Streeter identifica el principal elemento empírico del trabajo como el análisis de tiempo y movimiento , que se muestra en la Parte 3 del trabajo. Además, identificó dos razones por las que Licklider consideró beneficiosa tal relación simbiótica entre humanos y computadoras: en primer lugar, que podría generar una ventaja que surge del uso de una computadora, de modo que existen similitudes con la metodología necesaria. de tal uso (ie prueba y error ), a la metodología de resolución de problemas a través del juego, y en segundo lugar, por la ventaja que resulta del uso de computadoras en situaciones de batalla. Foster afirma que Licklider buscó promover el uso de la computadora para aumentar el intelecto humano liberándolo de tareas mundanas.
Streeter considera que Licklider postula un escape de las limitaciones del modo de uso de la computadora durante su tiempo, que era el procesamiento por lotes. Russell cree que Licklider fue estimulado por un encuentro con el PDP-1 recientemente desarrollado.